# Cropiinae
Cropiinae zijn een onderfamilie van vlinders in de familie van de uilen (Noctuidae). De wetenschappelijke naam van deze onderfamilie werd voor het eerst voorgesteld door David L. Wagner en Kevin Liam Keegan in een publicatie uit 2021.
Het enige geslacht binnen deze onderfamilie is Cropia Walker, 1858.